# Ecbolium humbertii
Ecbolium humbertii är en akantusväxtart som beskrevs av K. Vollesen. Ecbolium humbertii ingår i släktet Ecbolium och familjen akantusväxter. Inga underarter finns listade i Catalogue of Life.